# Râul Valea Seacă, Suseni
Râul Valea Seacă este un curs de apă, afluent al râului Suseni. 